# 日石丸
日石丸（にっせきまる）は、かつて日本石油（現：ENEOS）の子会社である東京タンカー（現：ENEOSオーシャン）が所有・運航した日本船籍の原油タンカー。

## 概要
石川島播磨重工呉工場（現：ジャパン マリンユナイテッド呉事業所）で建造され、1971年の竣工時はそれまで世界最大であった「ユニヴァース・アイルランド」級6隻を抜き世界最大であったが、1973年に「グロブティック・トーキョー」に抜かれた。また本船は日本の外航船では初めて女性船員が乗船した。竣工後、鹿児島県の日本石油基地株式会社喜入基地とペルシャ湾間の原油輸送に従事したが、1985年に函館で解体された。